# Eros Beraldo
Eros Beraldo (Verona, 1929. július 27. – Verona, 2004. december 27.) olasz labdarúgó, középpályás, edző.

## Pályafutása

### Játékosként
1948 és 1952 között a Padova, 1952 és 1959 között az AC Milan, 1959 és 1961 között a Genoa, 1961 és 1963 között a Cesena labdarúgója volt. A Milannal három olasz bajnoki címet nyert. Tagja volt az 1956-os latin kupagyőztes és az 1957–58-as idényben BEK-döntős csapatnak.

### Edzőként
1971 és 1975 között a Belluno, 1975–76-ban a Padova, 1976–77-ben a Clodia Sottomarina, 1977–78-ban az Audace SME vezetőedzője volt.

## Sikerei, díjai
AC Milan
- Olasz bajnokság (Serie A)
  - bajnok (3): 1954–55, 1956–57, 1958–59
- Latin kupa
  - győztes: 1956
- Bajnokcsapatok Európa-kupája (BEK)
  - döntős: 1957–58